# Exoprosopa tiburonensis
Exoprosopa tiburonensis är en tvåvingeart som beskrevs av Cole 1923. Exoprosopa tiburonensis ingår i släktet Exoprosopa och familjen svävflugor. Inga underarter finns listade i Catalogue of Life.